# بار لو دوك

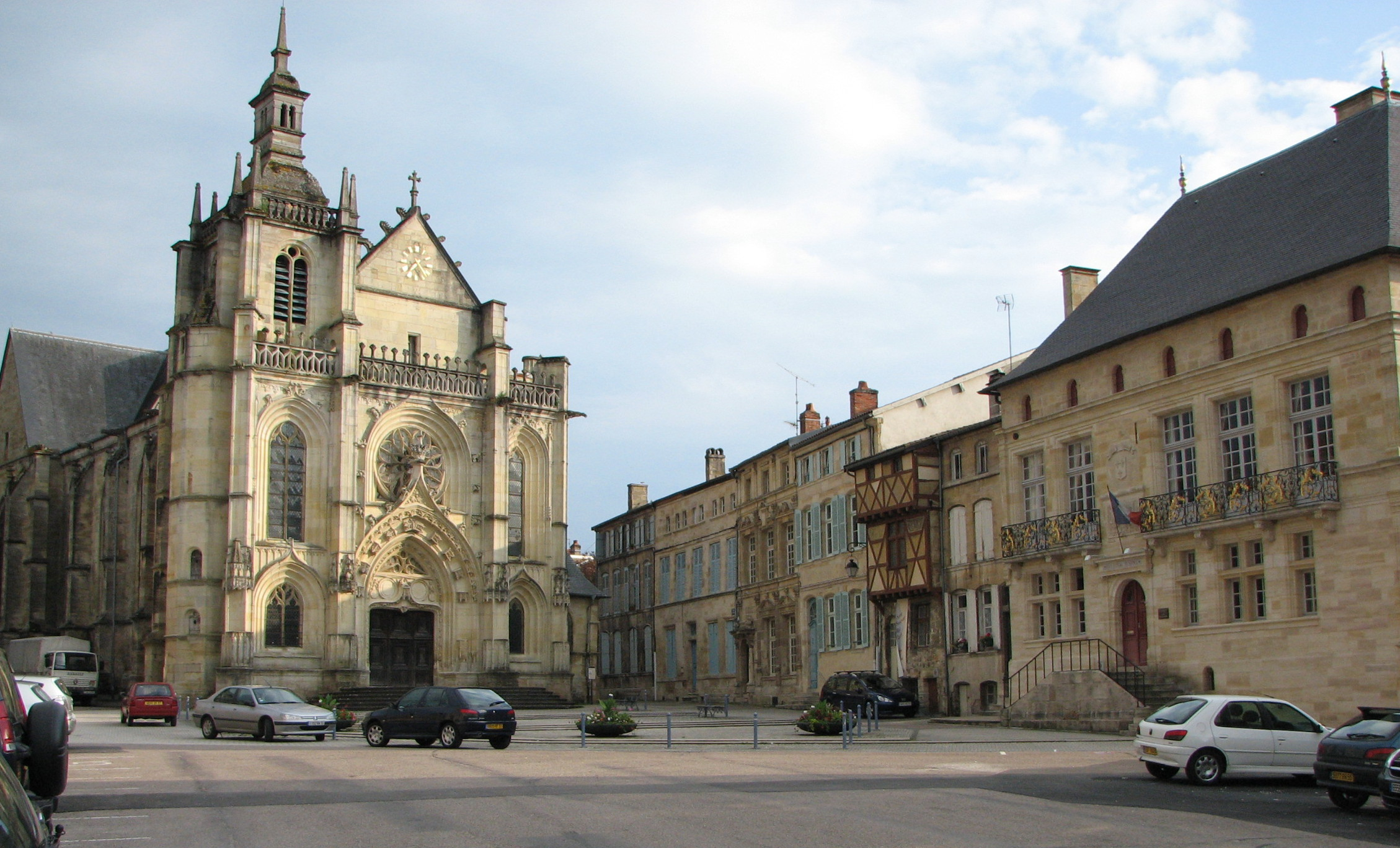
بار لو دوك

بار لو دوك (بالفرنسية: Bar-le-Duc)‏ هي مدينة فرنسية في منطقة اللورين. كانت تعرف سابقًا باسم بار, وتقع في إقليم موز، والذي يقع بدوره في غراند إيست في شمال شرق فرنسا.

## توأمة
لبار لو دوك اتفاقيات توأمة مع كل من:
- غريسهايم
- فيلكاو-هاسلاو
- Gyönk [الإنجليزية]‏

## أعلام
- ماري من غيس
- شارل أودينو
- ريمون بوانكاريه
- فرانسوا، دوق غيس
- إميل برييه
- جون الأول، دوق برابانت
- هنري بروكار

## وصلات خارجية
- Office de tourisme de Bar-le-Duc